# Saison 2025-2026 du FC Porto
Maillots
Dernière mise à jour : 19 août 2025.
Chronologie
Saison précédente Saison suivante
La saison 2025-2026 du FC Porto est la 92e saison du club en Primeira Liga. Elle voit le club disputer quatre compétitions : le championnat du Portugal, la Coupe du Portugal, la Coupe de la Ligue et la Ligue Europa.
Le 1er juillet, le club annonce dans un communiqué avoir initié des négociations avec l'entraîneur Martín Anselmi en vue de mettre fin à son contrat. Le 6 juillet, le FC Porto communique l'arrivée de l'entraîneur italien Francesco Farioli dont le contrat court jusqu'à juin 2027.
Le début de saison du FC Porto est marqué par le décès, le mardi 5 août, de sa légende Jorge Costa alors en poste en tant que directeur du football du club. Victime d'un arrêt cardiorespiratoire alors qu'il assistait à l'entraînement au CTFD PortoGaia à Olival, il est transporté en urgence au CHU de São João à Porto où il meurt en début d'après-midi,. Suite à l'annonce de sa disparition, la direction du club demande le report de la première journée du championnat auprès de la LPFP. La rencontre du samedi 9 août face au Vitória SC est alors reprogrammée au lundi 11 août.

## Préparation d'avant-saison
En raison de la participation du FC Porto à la Coupe du monde des clubs en fin de saison dernière, la reprise de l'entraînement ainsi que les habituels tests médicaux en vue de la préparation de la saison 2025-2026 sont fixés à une date plus tardive qu'à l'accoutumée : le vendredi 11 juillet. Le groupe de Francesco Farioli entame sa préparation par un premier test disputé au sein même des installations portistas. Le club reçoit le CD Trofense, pensionnaire de troisième division, le 19 juillet. Pour la deuxième année consécutive, la préparation comprend un stage en Autriche. Plus court celui-ci : du 21 au 25 juillet et le FC Porto séjourne cette fois-ci à Aigen im Ennstal. Deux jours plus tard, le 27 juillet, les Dragões reçoivent, dans la matinée, le club de deuxième division du CD Feirense au CTFD PortoGaia avant de retrouver, en début de soirée, leur stade et leur public pour le test suivant face au club néerlandais du FC Twente. Le 30 juillet, le FC Famalicão est invité à disputer un match de préparation à Porto. Initialement programmé pour se tenir au centre d'entrainement portista, la rencontre à huis-clos est finalement relocalisée au Dragão dû à la mauvaise qualité de l'air à Olival en raison des incendies de forêt touchant la région. La pré-saison se termine le 3 août par le traditionnel match de présentation aux sócios face à l'Atlético de Madrid au Estádio do Dragão.

## Transferts

### Transferts estivaux
| Nom                                          | Poste      | Transfert             | Montant    | Provenance/Destination | Division         |
| -------------------------------------------- | ---------- | --------------------- | ---------- | ---------------------- | ---------------- |
| Arrivées (73 600 000€ + 6 000 000€ de bonus) |            |                       |            |                        |                  |
| Francesco Farioli                            | Entraîneur | Libre                 | -          |                        |                  |
| João Costa                                   | Gardien    | Transfert             | MI         | CF Estrela da Amadora  | Primeira Liga    |
| Alberto Costa                                | Défenseur  | Transfert             | 15 M€ HB   | Juventus FC            | Serie A          |
| Nehuén Pérez                                 | Défenseur  | Transfert (OA levée)  | 13,3 M€    | Udinese Calcio         | Serie A          |
| Jan Bednarek                                 | Défenseur  | Transfert             | 7,5 M€     | Southampton FC         | Championship     |
| Fábio Cardoso                                | Défenseur  | Retour de prêt        | -          | Al-Aïn FC              | UAE Pro League   |
| Dominik Prpić                                | Défenseur  | Transfert             | 4,5 M€ HB  | HNK Hajduk Split       | HNL              |
| Felipe Silva                                 | Défenseur  | Transfert (OA levée)  | MI         | Gil Vicente FC         | Primeira Liga    |
| Victor Froholdt                              | Milieu     | Transfert             | 20 M€ HB   | FC Copenhague          | 3F Superliga     |
| Kauê Rodrigues                               | Milieu     | Transfert             | 0€         | Botafogo FR            | Série A          |
| Romário Baró                                 | Milieu     | Retour de prêt        | -          | FC Bâle                | Super League     |
| Kotaro Nagata                                | Milieu     | Transfert             | MI         | Yokohama FC            | J1 League        |
| Iván Jaime                                   | Attaquant  | Retour de prêt        | -          | Valence CF             | LaLiga           |
| Francisco Conceição                          | Attaquant  | Retour de prêt        | -          | Juventus FC            | Serie A          |
| Gabriel Veron                                | Attaquant  | Rupture du prêt       | -          | Santos FC              | Série A          |
| Borja Sainz                                  | Attaquant  | Transfert             | 13,3 M€ HB | Norwich City FC        | Championship     |
| Luuk de Jong                                 | Attaquant  | Libre                 | -          |                        |                  |
| Départs (76 265 000€ + 4 700 000€ de bonus)  |            |                       |            |                        |                  |
| Martín Anselmi                               | Entraîneur | Rupture de contrat    | -          |                        |                  |
| Samuel Portugal                              | Gardien    | Prêt payant (avec OA) | 215 000€   | Al-Okhdood FC          | Saudi Pro League |
| João Mário                                   | Défenseur  | Transfert             | 12 M€      | Juventus FC            | Serie A          |
| Iván Marcano                                 | Défenseur  | Fin de contrat        | -          | Fin de carrière        |                  |
| Otávio Ataíde                                | Défenseur  | Transfert             | 17 M€ HB   | Paris FC               | Ligue 1          |
| Tiago Djaló                                  | Défenseur  | Retour de prêt        | -          | Juventus FC            | Serie A          |
| André Castro                                 | Milieu     | Fin de contrat        | -          | Fin de carrière        |                  |
| Fábio Vieira                                 | Milieu     | Retour de prêt        | -          | Arsenal FC             | Premier League   |
| André Franco                                 | Milieu     | Prêt (avec OA)        | -          | Chicago Fire FC        | MLS              |
| Abraham Marcus                               | Attaquant  | Transfert             | MI         | CF Estrela da Amadora  | Primeira Liga    |
| Francisco Conceição                          | Attaquant  | Transfert             | 32 M€      | Juventus FC            | Serie A          |
| Gonçalo Borges                               | Attaquant  | Transfert             | 10 M€ HB   | Feyenoord Rotterdam    | Eredivisie       |
| Gabriel Veron                                | Attaquant  | Prêt                  | -          | EC Juventude           | Série A          |
| Wendel Silva                                 | Attaquant  | Transfert (OA levée)  | 1,35 M€    | CD Santa Clara         | Primeira Liga    |
| Fran Navarro                                 | Attaquant  | Transfert (OA levée)  | 2,7 M€     | SC Braga               | Primeira Liga    |
| Danny Namaso                                 | Attaquant  | Prêt payant (avec OA) | 1 M€ HB    | AJ Auxerre             | Ligue 1          |

### Transferts hivernaux
| Nom      | Poste | Transfert | Montant | Provenance/Destination | Division |
| -------- | ----- | --------- | ------- | ---------------------- | -------- |
| Arrivées |       |           |         |                        |          |
| Départs  |       |           |         |                        |          |

## Effectif
En grisé, les sélections de joueurs internationaux chez les jeunes mais n'ayant jamais été appelés aux échelons supérieurs une fois l'âge-limite dépassé ou les joueurs ayant pris leur retraite internationale.

### Prolongations de contrat
À la fin de la saison 2024-2025, Ángel Alarcón prolonge son contrat de deux années supplémentaires. Une clause du précédent contrat stipulait que si le joueur espagnol était utilisé dans au moins 50 % des rencontres du FC Porto B alors son contrat se verrait automatiquement prolongé.
| Nom           | Nationalité | Position  | Fin du précédent contrat | Durée de prolongation | Nouvelle fin de contrat |
| ------------- | ----------- | --------- | ------------------------ | --------------------- | ----------------------- |
| Ángel Alarcón | Espagne     | Attaquant | juin 2025                | 2 ans                 | juin 2027               |

## Compétitions

### Liste des rencontres de la saison
| Compétition       | J./Tour | Date                | Heure | Domicile              | Rés. | Extérieur             | Cl. |
| ----------------- | ------- | ------------------- | ----- | --------------------- | ---- | --------------------- | --- |
| Liga Portugal     | 1       | 11 août 2025        | 21:45 | FC Porto              | 3-0  | Vitória SC            | 2e  |
| Liga Portugal     | 2       | 18 août 2025        | 21:15 | Gil Vicente FC        | 0-2  | FC Porto              | 3e  |
| Liga Portugal     | 3       | 24 août 2025        | 19:00 | FC Porto              | -    | Casa Pia AC           |     |
| Liga Portugal     | 4       | 30 août 2025        | 21:30 | Sporting CP           | -    | FC Porto              |     |
| Liga Portugal     | 5       | 14 septembre 2025 * | :     | FC Porto              | -    | CD Nacional           |     |
| Liga Portugal     | 6       | 21 septembre 2025 * | :     | Rio Ave FC            | -    | FC Porto              |     |
| C3                | 1       | 25 septembre 2025 * | :     |                       | -    |                       |     |
| Liga Portugal     | 7       | 28 septembre 2025 * | :     | FC Arouca             | -    | FC Porto              |     |
| C3                | 2       | 2 octobre 2025 *    | :     |                       | -    |                       |     |
| Liga Portugal     | 8       | 5 octobre 2025 *    | :     | FC Porto              | -    | SL Benfica            |     |
| Coupe du Portugal | 1/32    | 19 octobre 2025 *   | :     |                       | -    |                       | -   |
| C3                | 3       | 23 octobre 2025 *   | :     |                       | -    |                       |     |
| Liga Portugal     | 9       | 26 octobre 2025 *   | :     | Moreirense FC         | -    | FC Porto              |     |
| Coupe de la Ligue | 1/4     | 29 octobre 2025 *   | :     | FC Porto              | -    | Vitória SC            | -   |
| Liga Portugal     | 10      | 2 novembre 2025 *   | :     | FC Porto              | -    | SC Braga              |     |
| C3                | 4       | 6 novembre 2025 *   | :     |                       | -    |                       |     |
| Liga Portugal     | 11      | 9 novembre 2025 *   | :     | FC Famalicão          | -    | FC Porto              |     |
| C3                | 5       | 27 novembre 2025 *  | :     |                       | -    |                       |     |
| Liga Portugal     | 12      | 30 novembre 2025 *  | :     | FC Porto              | -    | GD Estoril Praia      |     |
| Liga Portugal     | 13      | 7 décembre 2025 *   | :     | CD Tondela            | -    | FC Porto              |     |
| C3                | 6       | 11 décembre 2025 *  | :     |                       | -    |                       |     |
| Liga Portugal     | 14      | 14 décembre 2025 *  | :     | FC Porto              | -    | CF Estrela da Amadora |     |
| Liga Portugal     | 15      | 21 décembre 2025 *  | :     | FC Alverca            | -    | FC Porto              |     |
| Liga Portugal     | 16      | 28 décembre 2025 *  | :     | FC Porto              | -    | AVS Futebol           |     |
| Liga Portugal     | 17      | 4 janvier 2026 *    | :     | CD Santa Clara        | -    | FC Porto              |     |
| Liga Portugal     | 18      | 18 janvier 2026 *   | :     | Vitória SC            | -    | FC Porto              |     |
| C3                | 7       | 22 janvier 2026 *   | :     |                       | -    |                       |     |
| Liga Portugal     | 19      | 25 janvier 2026 *   | :     | FC Porto              | -    | Gil Vicente FC        |     |
| C3                | 8       | 29 janvier 2026 *   | :     |                       | -    |                       |     |
| Liga Portugal     | 20      | 1er février 2026 *  | :     | Casa Pia AC           | -    | FC Porto              |     |
| Liga Portugal     | 21      | 8 février 2026 *    | :     | FC Porto              | -    | Sporting CP           |     |
| Liga Portugal     | 22      | 15 février 2026 *   | :     | CD Nacional           | -    | FC Porto              |     |
| Liga Portugal     | 23      | 22 février 2026 *   | :     | FC Porto              | -    | Rio Ave FC            |     |
| Liga Portugal     | 24      | 1er mars 2026 *     | :     | FC Porto              | -    | FC Arouca             |     |
| Liga Portugal     | 25      | 8 mars 2026 *       | :     | SL Benfica            | -    | FC Porto              |     |
| Liga Portugal     | 26      | 15 mars 2026 *      | :     | FC Porto              | -    | Moreirense FC         |     |
| Liga Portugal     | 27      | 22 mars 2026 *      | :     | SC Braga              | -    | FC Porto              |     |
| Liga Portugal     | 28      | 4 avril 2026 *      | :     | FC Porto              | -    | FC Famalicão          |     |
| Liga Portugal     | 29      | 12 avril 2026 *     | :     | GD Estoril Praia      | -    | FC Porto              |     |
| Liga Portugal     | 30      | 19 avril 2026 *     | :     | FC Porto              | -    | CD Tondela            |     |
| Liga Portugal     | 31      | 26 avril 2026 *     | :     | CF Estrela da Amadora | -    | FC Porto              |     |
| Liga Portugal     | 32      | 3 mai 2026 *        | :     | FC Porto              | -    | FC Alverca            |     |
| Liga Portugal     | 33      | 10 mai 2026 *       | :     | AVS Futebol           | -    | FC Porto              |     |
| Liga Portugal     | 34      | 17 mai 2026 *       | :     | FC Porto              | -    | CD Santa Clara        |     |

### Primeira Liga
La saison 2025-2026 de Primeira Liga est la 92e édition du championnat du Portugal de football. La saison débute en août 2025 et se terminera en mai 2026.

#### Classement
| Rang | Équipe        | Pts | J | G | N | P | Bp | Bc | Diff \|\| Qualification ou relégation |                                                                             |
| ---- | ------------- | --- | - | - | - | - | -- | -- | ------------------------------------- | --------------------------------------------------------------------------- |
| 1    | Sporting CP   | 6   | 2 | 2 | 0 | 0 | 8  | 0  | +8                                    | Qualification pour la phase de ligue de la Ligue des champions              |
| 2    | SC Braga      | 6   | 2 | 2 | 0 | 0 | 6  | 0  | +6                                    | Qualification pour le 3e tour de qualification de la Ligue des champions    |
| 3    | FC Porto      | 6   | 2 | 2 | 0 | 0 | 5  | 0  | +5                                    | Qualification pour la phase de ligue de la Ligue Europa                     |
| 4    | FC Famalicão  | 6   | 2 | 2 | 0 | 0 | 4  | 0  | +4                                    | Qualification pour le deuxième tour de qualification de la Ligue Europa     |
| 5    | Moreirense FC | 6   | 2 | 2 | 0 | 0 | 3  | 1  | +2                                    | Qualification pour le deuxième tour de qualification de la Ligue Conférence |

Mis à jour après les matchs joués, au 19 août 2025. Source : Liga Portugal 
 
Critères de départage : 
 
1. Différence de buts générale 
 
2. Plus grand nombre de points sur confrontations directes 

3. Différence de buts particulière 

4. Plus grand nombre de buts dans les confrontations directes 
 
5. Plus grand nombre de buts à l’extérieur dans les confrontations directes 

6. Meilleure attaque générale 

7. Meilleure attaque à l’extérieur (général) 

8. Club ayant marqué le plus grand nombre de buts sur une rencontre de championnat 
 
9. Départage disciplinaire

#### Évolution du classement et des résultats
| Rang     | 2 | 3 |  |  |  |  |  |  |  |  |  |  |  |  |  |  |  |  |  |  |  |  |  |  |  |  |  |  |  |  |  |  |  |  | 0 |   |   |
| Résultat | V | V |  |  |  |  |  |  |  |  |  |  |  |  |  |  |  |  |  |  |  |  |  |  |  |  |  |  |  |  |  |  |  |  | — | — | — |

| Légende : | V = Victoire |  | N = Nul |  | D = Défaite |

### Ligue Europa
La Ligue Europa 2025-2026 est la 55e édition de la Ligue Europa. Le format de cette compétition est identique à celui de la saison précédente. Chaque club joue contre huit adversaires différents (quatre matches à domicile et quatre matches à l'extérieur). Les équipes sont réparties dans quatre chapeaux de 9 équipes selon leur indice UEFA. Chaque équipe affronte (sur un seul match) deux équipes de son propre chapeau, et deux équipes de chacun des autres chapeaux 

#### Phase de ligue
Modèle:Classement Ligue Europa 2025-2026

### Coupe du Portugal
La coupe du Portugal de football 2025-2026 est la 86e édition de la Coupe du Portugal, compétition à élimination directe jusqu'aux quarts de finale mettant aux prises des clubs de football amateurs et professionnels affiliés à la Fédération portugaise de football, qui l'organise conjointement avec les ligues régionales.

### Coupe de la Ligue
La Coupe de la Ligue portugaise de football 2025-2026 est la 19e édition de la Coupe de la Ligue.
Cette saison voit un nouveau format s'appliquer à la compétition. 8 équipes y prennent part à partir des quarts de finale, en match à élimination directe, dont les 6 meilleurs classés de la précédente édition de Primeira Liga et les 2 équipes promus de la précédente édition de la Segunda Liga.

### Bilan de la saison
| Championnat du Portugal         | Ligue Europa             | Coupe du Portugal       | Coupe de la Ligue          |
| ------------------------------- | ------------------------ | ----------------------- | -------------------------- |
| Troisième 6 points / (en cours) | Phase de ligue (à venir) | 32e de finale (à venir) | Quarts de finale (à venir) |
| 2V 0N 0D - 5 BP 0 BC            | 0V 0N 0D - 0 BP 0 BC     | 0V 0N 0D - 0 BP 0 BC    | 0V 0N 0D - 0 BP 0 BC       |
| TOTAL : 2V 0N 0D - 5 BP 0 BC    |                          |                         |                            |

## Statistiques

### Statistiques individuelles
(Mis à jour le 19 août 2025) 
 (en italique, les joueurs ayant quitté le club en cours de saison)
| Numéro | Nat. | Nom               | Championnat | Championnat | Championnat    | Championnat | Championnat  | Ligue Europa | Ligue Europa | Ligue Europa   | Ligue Europa | Ligue Europa | Coupe du Portugal | Coupe du Portugal | Coupe du Portugal | Coupe du Portugal | Coupe du Portugal | Coupe de la Ligue | Coupe de la Ligue | Coupe de la Ligue | Coupe de la Ligue | Coupe de la Ligue | Total | Total       | Total          | Total  | Total        |
| Numéro | Nat. | Nom               | M.j.        | But inscrit | Passe décisive | Averti      | Carton rouge | M.j.         | But inscrit  | Passe décisive | Averti       | Carton rouge | M.j.              | But inscrit       | Passe décisive    | Averti            | Carton rouge      | M.j.              | But inscrit       | Passe décisive    | Averti            | Carton rouge      | M.j.  | But inscrit | Passe décisive | Averti | Carton rouge |
| ------ | ---- | ----------------- | ----------- | ----------- | -------------- | ----------- | ------------ | ------------ | ------------ | -------------- | ------------ | ------------ | ----------------- | ----------------- | ----------------- | ----------------- | ----------------- | ----------------- | ----------------- | ----------------- | ----------------- | ----------------- | ----- | ----------- | -------------- | ------ | ------------ |
| 99     |      | Diogo Costa       | 2           | 0           | 0              | 1           | 0            | 0            | 0            | 0              | 0            | 0            | 0                 | 0                 | 0                 | 0                 | 0                 | 0                 | 0                 | 0                 | 0                 | 0                 | 2     | 0           | 0              | 1      | 0            |
| 14     |      | Cláudio Ramos     | 0           | 0           | 0              | 0           | 0            | 0            | 0            | 0              | 0            | 0            | 0                 | 0                 | 0                 | 0                 | 0                 | 0                 | 0                 | 0                 | 0                 | 0                 | 0     | 0           | 0              | 0      | 0            |
| 24     |      | João Costa        | 0           | 0           | 0              | 0           | 0            | 0            | 0            | 0              | 0            | 0            | 0                 | 0                 | 0                 | 0                 | 0                 | 0                 | 0                 | 0                 | 0                 | 0                 | 0     | 0           | 0              | 0      | 0            |
| 20     |      | Alberto Costa     | 2           | 0           | 1              | 0           | 0            | 0            | 0            | 0              | 0            | 0            | 0                 | 0                 | 0                 | 0                 | 0                 | 0                 | 0                 | 0                 | 0                 | 0                 | 2     | 0           | 1              | 0      | 0            |
| 52     |      | Martim Fernandes  | 1           | 0           | 0              | 0           | 0            | 0            | 0            | 0              | 0            | 0            | 0                 | 0                 | 0                 | 0                 | 0                 | 0                 | 0                 | 0                 | 0                 | 0                 | 1     | 0           | 0              | 0      | 0            |
| 5      |      | Jan Bednarek      | 2           | 0           | 0              | 0           | 0            | 0            | 0            | 0              | 0            | 0            | 0                 | 0                 | 0                 | 0                 | 0                 | 0                 | 0                 | 0                 | 0                 | 0                 | 2     | 0           | 0              | 0      | 0            |
| 18     |      | Nehuén Pérez      | 2           | 0           | 0              | 0           | 0            | 0            | 0            | 0              | 0            | 0            | 0                 | 0                 | 0                 | 0                 | 0                 | 0                 | 0                 | 0                 | 0                 | 0                 | 2     | 0           | 0              | 0      | 0            |
| 3      |      | Zé Pedro          | 1           | 0           | 0              | 0           | 0            | 0            | 0            | 0              | 0            | 0            | 0                 | 0                 | 0                 | 0                 | 0                 | 0                 | 0                 | 0                 | 0                 | 0                 | 1     | 0           | 0              | 0      | 0            |
| 21     |      | Dominik Prpić     | 1           | 0           | 0              | 0           | 0            | 0            | 0            | 0              | 0            | 0            | 0                 | 0                 | 0                 | 0                 | 0                 | 0                 | 0                 | 0                 | 0                 | 0                 | 1     | 0           | 0              | 0      | 0            |
| 12     |      | Zaidu Sanusi      | 2           | 0           | 1              | 0           | 0            | 0            | 0            | 0              | 0            | 0            | 0                 | 0                 | 0                 | 0                 | 0                 | 0                 | 0                 | 0                 | 0                 | 0                 | 2     | 0           | 1              | 0      | 0            |
| 74     |      | Francisco Moura   | 0           | 0           | 0              | 0           | 0            | 0            | 0            | 0              | 0            | 0            | 0                 | 0                 | 0                 | 0                 | 0                 | 0                 | 0                 | 0                 | 0                 | 0                 | 0     | 0           | 0              | 0      | 0            |
| 22     |      | Alan Varela       | 2           | 0           | 0              | 1           | 0            | 0            | 0            | 0              | 0            | 0            | 0                 | 0                 | 0                 | 0                 | 0                 | 0                 | 0                 | 0                 | 0                 | 0                 | 2     | 0           | 0              | 1      | 0            |
| 25     |      | Tomás Pérez       | 0           | 0           | 0              | 0           | 0            | 0            | 0            | 0              | 0            | 0            | 0                 | 0                 | 0                 | 0                 | 0                 | 0                 | 0                 | 0                 | 0                 | 0                 | 0     | 0           | 0              | 0      | 0            |
| 8      |      | Victor Froholdt   | 2           | 1           | 0              | 0           | 0            | 0            | 0            | 0              | 0            | 0            | 0                 | 0                 | 0                 | 0                 | 0                 | 0                 | 0                 | 0                 | 0                 | 0                 | 2     | 1           | 0              | 0      | 0            |
| 6      |      | Stephen Eustáquio | 2           | 0           | 0              | 0           | 0            | 0            | 0            | 0              | 0            | 0            | 0                 | 0                 | 0                 | 0                 | 0                 | 0                 | 0                 | 0                 | 0                 | 0                 | 2     | 0           | 0              | 0      | 0            |
| 15     |      | Vasco Sousa       | 0           | 0           | 0              | 0           | 0            | 0            | 0            | 0              | 0            | 0            | 0                 | 0                 | 0                 | 0                 | 0                 | 0                 | 0                 | 0                 | 0                 | 0                 | 0     | 0           | 0              | 0      | 0            |
| 10     |      | Gabri Veiga       | 2           | 0           | 1              | 1           | 0            | 0            | 0            | 0              | 0            | 0            | 0                 | 0                 | 0                 | 0                 | 0                 | 0                 | 0                 | 0                 | 0                 | 0                 | 2     | 0           | 1              | 1      | 0            |
| 11     |      | Pepê              | 2           | 2           | 0              | 0           | 0            | 0            | 0            | 0              | 0            | 0            | 0                 | 0                 | 0                 | 0                 | 0                 | 0                 | 0                 | 0                 | 0                 | 0                 | 2     | 2           | 0              | 0      | 0            |
| 86     |      | Rodrigo Mora      | 1           | 0           | 0              | 0           | 0            | 0            | 0            | 0              | 0            | 0            | 0                 | 0                 | 0                 | 0                 | 0                 | 0                 | 0                 | 0                 | 0                 | 0                 | 1     | 0           | 0              | 0      | 0            |
| 7      |      | William Gomes     | 2           | 0           | 0              | 1           | 0            | 0            | 0            | 0              | 0            | 0            | 0                 | 0                 | 0                 | 0                 | 0                 | 0                 | 0                 | 0                 | 0                 | 0                 | 2     | 0           | 0              | 1      | 0            |
| 17     |      | Borja Sainz       | 2           | 0           | 1              | 1           | 0            | 0            | 0            | 0              | 0            | 0            | 0                 | 0                 | 0                 | 0                 | 0                 | 0                 | 0                 | 0                 | 0                 | 0                 | 2     | 0           | 1              | 1      | 0            |
| 27     |      | Deniz Gül         | 0           | 0           | 0              | 0           | 0            | 0            | 0            | 0              | 0            | 0            | 0                 | 0                 | 0                 | 0                 | 0                 | 0                 | 0                 | 0                 | 0                 | 0                 | 0     | 0           | 0              | 0      | 0            |
| 26     |      | Luuk de Jong      | 2           | 0           | 0              | 0           | 0            | 0            | 0            | 0              | 0            | 0            | 0                 | 0                 | 0                 | 0                 | 0                 | 0                 | 0                 | 0                 | 0                 | 0                 | 2     | 0           | 0              | 0      | 0            |
| 9      |      | Samu Aghehowa     | 2           | 2           | 0              | 0           | 0            | 0            | 0            | 0              | 0            | 0            | 0                 | 0                 | 0                 | 0                 | 0                 | 0                 | 0                 | 0                 | 0                 | 0                 | 2     | 2           | 0              | 0      | 0            |
| -      |      | Fábio Cardoso     | 0           | 0           | 0              | 0           | 0            | 0            | 0            | 0              | 0            | 0            | 0                 | 0                 | 0                 | 0                 | 0                 | 0                 | 0                 | 0                 | 0                 | 0                 | 0     | 0           | 0              | 0      | 0            |
| -      |      | Marko Grujić      | 0           | 0           | 0              | 0           | 0            | 0            | 0            | 0              | 0            | 0            | 0                 | 0                 | 0                 | 0                 | 0                 | 0                 | 0                 | 0                 | 0                 | 0                 | 0     | 0           | 0              | 0      | 0            |
| -      |      | Romário Baró      | 0           | 0           | 0              | 0           | 0            | 0            | 0            | 0              | 0            | 0            | 0                 | 0                 | 0                 | 0                 | 0                 | 0                 | 0                 | 0                 | 0                 | 0                 | 0     | 0           | 0              | 0      | 0            |
| -      |      | Iván Jaime        | 0           | 0           | 0              | 0           | 0            | 0            | 0            | 0              | 0            | 0            | 0                 | 0                 | 0                 | 0                 | 0                 | 0                 | 0                 | 0                 | 0                 | 0                 | 0     | 0           | 0              | 0      | 0            |

## Affluence et télévision

### Retransmission télévisée
En France, BeIn Sports est le diffuseur du championnat national portugais.
|  |  | Primeira Liga - BeIn Sports - SportTV - RTP - Triller TV+ - Sportdigital Fussball - ESPN Brasil |  | Coupe du Portugal - Aucun diffuseur - RTP et SportTV |  | Coupe de la Ligue - Aucun diffuseur - SportTV |  | Ligue Europa - Canal+ - SportTV - TNT Sports |

## Équipe réserve
Le FC Porto B est une équipe de football portugais, qui constitue en pratique l'équipe réserve du FC Porto. Fondé en 1996, il est dissous en 2006 puis recréé en 2012, à la suite de la décision d'accepter en Segunda Liga les équipes réserves des clubs de l’élite.